# Karen (Myanmar)
Karen o Kayin és un estat de Myanmar creat el 1948 amb el nom de Karen State i ratificat per la constitució de 1974 amb el nom de Kayin State.
Té 1.100.000 habitants (amb majoria de l'ètnia karen o kayin) i 28.725 km². La capital és Hpa-an.

Bandera oficial de l'Estat Karen de Myanmar

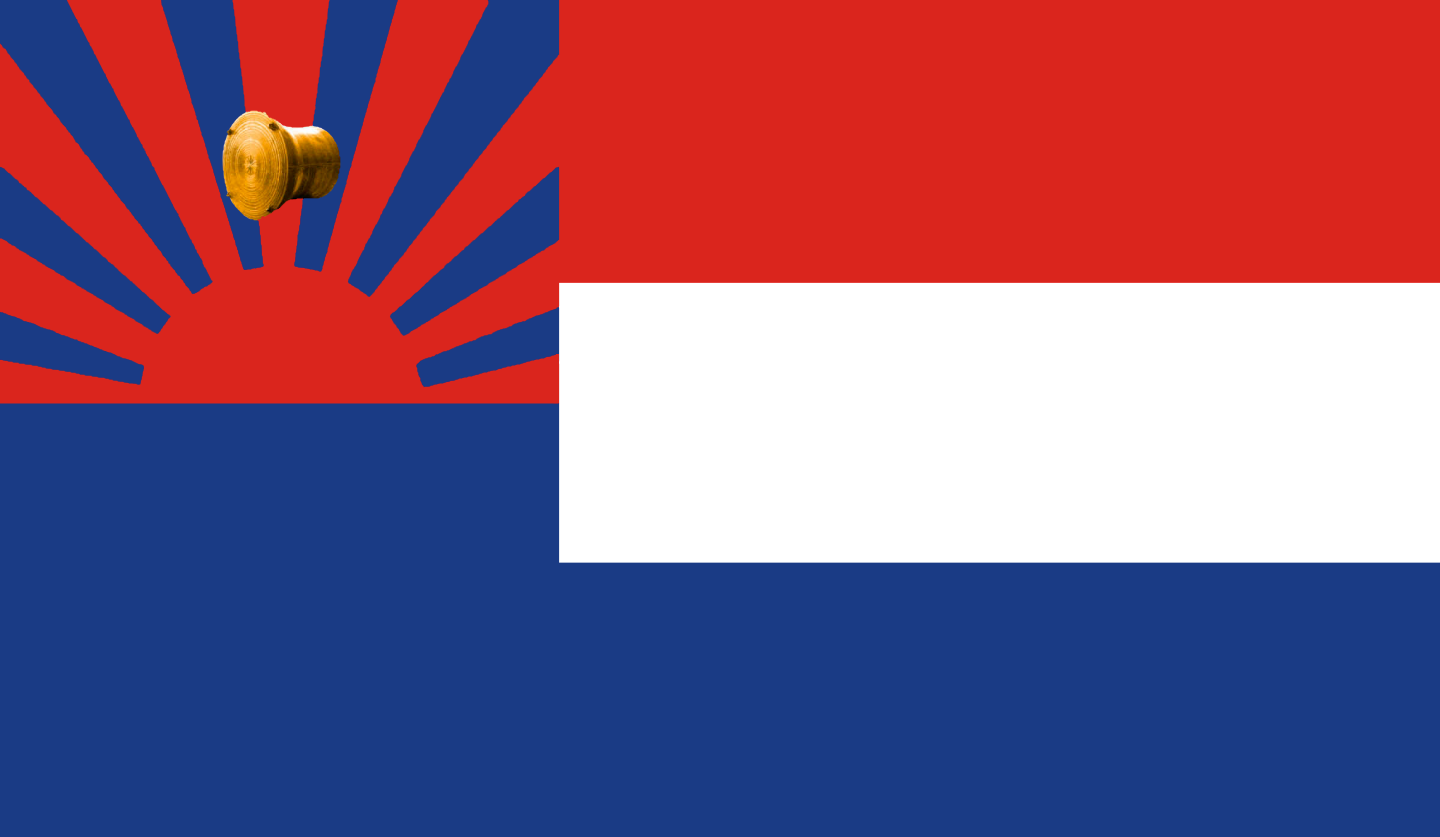
Bandera de la República de Kawthoolei 1949 i de la nació karen (de dret des de 1937 i de fet fins actualment)

Els karen (pronunciat karan) són grangers i practiquen les creences tradicionals i el budisme amb una minoria de cristians (30%). Parlen la llengua karen, dividida en diversos dialectes.
Els dos grups principals són els s'waw o s'gaw i els pwo.
Els karen viuen a Myanmar i a Tailàndia.
A l'estat hi viuen les següents nacions o grups:
- kayin (karen)
- kayinpyu
- pa-le-chi
- mon kayin (sarpyu)
- s'gaw
- ta-lay-pwa
- paku
- bwe
- monnepwa
- monpwa
- shu (pwo)

## Història
Els karen són d'origen mongoloide. Estaven establerts a la riba del riu Yang-Tse-Kiang al seu naixement, prop del desert de Gobi i des d'allí van marxar cap al sud fins a l'actual Myanmar vers el 739 aC. El nou país el van anomenar Kawlah, que vol dir Terra Verda. Més tard van anomenar la regió Kawthoolei (país de la pau o país del benestar).
Posteriorment, a la mateixa regió hi van arribar els mons i, al segle x, els birmans, que van acabar sotmetent el país karen. Els karen es van refugiar a les muntanyes inaccessibles i es van convertir en un poble de la muntanya, mentre que aquells que van romandre sota domini birmà van ser esclavitzats.
Amb el domini britànic, a partir de 1825, la situació dels karens va millorar. El país karen formà part de l'Índia Britànica fins al 1937 i després del govern colonial de Birmània. El 1942 el país fou ocupat pels japonesos. El 1943 Birmània va esdevenir una república independent sota control japonès, fins al final de la guerra, el 1945, quan els britànics van tornar a controlar el país.
El 5 febrer de 1947, 700 delegats de tots els partits karen aleshores existents —Karen National Asociation (KNA); Buddhist Karen National Association (BKNA) i Karen Central Organization (KCO), amb la seva ala juvenil, Karen Youth Organization (KYO)— van celebrar un Congrés al Vinton Memorial Hall de Yangon i van acordar la creació d'una nova organització unitària anomenada Unió Nacional Karen (Karen National Union, KNU). El 7 de juliol de 1947 es va crear la Karen National Defence Organization (KNDO), que va organitzar les milícies locals (cosa que van imitar altres grups, especialment els mon).
Els karen van demanar la independència als britànics, però no foren escoltats i el 4 de gener de 1948 Birmània va esdevenir independent. Els karen, que havien rebut un estat autònom, van demanar llavors la independència al govern birmà i l'ampliació de l'Estat Karen a les divisions, districtes i subdivisió de l'Irrawaddy, Tenasserim, Hanthawaddy, Insein i Nyauglebin. Els karen van organitzar una demostració pacifica l'11 de febrer de 1948 en la qual van participar 400.000 karen. Les revoltes del Partit Comunista de Birmània (bandera roja) ja s'havien iniciat, i van continuar amb el Partit Comunista de Birmània (bandera blanca) el març de 1948, l'Organització de Voluntaris del Poble, el juny de 1948, i l'amotinament d'algunes unitats de l'exèrcit a l'agost. El primer ministre, U Nu, va demanar ajuda als karen i la KNDO, l'única organització militaritzada que era efectiva. D'aquesta manera es va aconseguir salvar la capital i es va evitar el triomf dels revoltats. La major batalla fou la reconquesta de Twante, estratègica localitat amb un pont, que havia caigut en mans dels comunistes.
El govern desconfiava dels karen, que probablement aprofitaven la situació per agafar posicions avantatjoses, i el desembre va ordenar l'arrest dels seus líders. Els militars karen foren desarmats i empresonats. El 30 de gener de 1949 la KNDO fou posada fora de la llei. El 31 de gener de 1949 el quarter de la KNDO, on estaven tots els principals líders karen, fou atacat i aquests mateixos líders van haver de dictar l'ordre d'aixecament general. Seguidament, va ser proclamada la República de Kawthoolei.
Els karen van avançar fàcilment i van arribar a 15 km de Yangon, però aviat la manca d'armament i subministraments va provocar les primeres derrotes i va caldre la retirada d'alguns fronts, i progressivament la retirada cap a la part més muntanyosa del país karen. La KNDO fou substituïda per l'Exèrcit d'Alliberament Nacional Karen.

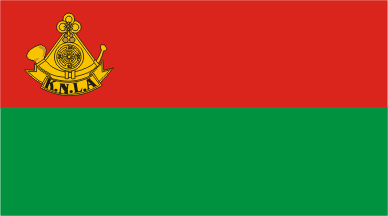
Bandera de l'Exèrcit d'Alliberament Nacional Karen

El 28 d'abril de 1992 el govern va declarar una treva unilateral que fou rebutjada per la KNU. El seu secretari general, Bo Mya, va demanar un acord més ampli i l'alliberament de tots els presoners. El 22% dels karen revoltats eren cristians i el 78% budistes, però els líders més destacats eren cristians. El govern de Myanmar va explotar les diferències religioses. El 1994 va fer córrer el rumor de què la KNU impedia als monjos budistes predicar a Myaingyi Ngu i que els budistes eren perseguits al territori karen. Els budistes del KNU (uns 5.000) es van retirar de l'organització i van crear, l'1 de desembre de 1994, un nou grup armat, la Democratic Kayin Buddhist Army (DKBA), que es va enfrontar principalment a la KNU, i va rebre ajuda del govern (el seu braç polític fou la Democratic Karen Buddhist Organization, DKBO). El 31 de gener de 1995 la principal base de la KNU, Manerplaw, a la frontera amb Tailàndia, fou ocupada per 4.000 soldats dirigits pels generals Kyaw Than, Tun Hlaing i Pya Pya, caps militars de la DKBA, que després la van entregar al govern. El 2 de març de 1995 la KNU va demanar negociacions amb la junta militar i, després d'alguns tantejos, una delegació fou enviada l'octubre de 1995. Però les negociacions es van trencar ben aviat, ja que les autoritats militars imposaven condicions massa dures. Es va intentar reiniciar les converses, però el govern, cada vegada més reforçat pels acords que havia aconseguit amb altres grups armats, es va mostrar inflexible. El 24 de febrer de 1997 un contingent de 551 soldats de la KNU, brigada nº 6, dirigits per Saw Thamuhe, va entregar les seves armes i va ajustar la pau per separat amb el govern. El 8 de novembre de 1997, Perry Moe de la brigada nº 2 de Thandaung, amb 118 soldats, va fer el mateix. El 17 d'abril de 1998 el membre del Comitè central de la KNU, P'doh Aung San, els va seguir amb 213 homes i les seves famílies. I el 10 de novembre de 1999 U Ko Gyi, capità de la Shan Lepyon Special Region, que dirigia la brigada nº 2 de la KNU, amb 70 soldats i 118 familiars, igualment van entregar les armes. A part d'alguns individuals o petits grups que es van entregar o van sortir del país, es van produir escissions en el moviment: W. Saw Hpo Ni i Robert Zan van crear la Karen Solidarity Organization (KSO) l'agost de 1997. El juny de 1998, el Dr. Marta va trencar amb la KNU i va formar el Working Group for Karen Unification (W.G. KNU). El 12 de desembre de 1998, amb la finalitat de recompondre la unitat, la KNU va organitzar una conferència a la frontera amb Tailàndia ("The National Solidarity Conference"), en la que van participar altres dos grups dissidents, amb una declaració conjunta el 14 de desembre de 1998. Una nova "Karen Nationals Unification Conference" es va celebrar sota el patrocini de la KNU prop del camp de refugiats de Nobo del 25 al 29 de gener de 1999, seguint més tard el 5è Congrés del National Council of the Union of Burma, formada per la Lliga Nacional Democràtica, els estudiants de la ABSDF (All Burma Students Democratic Front) i el grup insurgent Rakhine. A partir del 2000 s'han produït acostaments del KNU a la Junta en vistes a la pau, que es van concretar en la reunió del 21 de gener del 2004 entre el vicepresident del KNU, Bo Mya, i el primer ministre Khin Nyunt. Tanmateix, aquest darrer fou finalment destituït i al dia d'avui (2005) les converses encara no han reeixit.